# Dik Browne
Richard Arthur Allan Browne (Nova Iorque, 11 de agosto de 1917 — Sarasota, 4 de junho de 1989), mais conhecido como Dik Browne, foi um cartunista estadunidense, autor de Hagar, o Horrível, uma tirinha vista por milhares de pessoas no mundo todo. A tira está sendo desenhada, agora, por seu filho, Chris. Browne também criou e desenhou Hi and Lois, em 1954, que foi escrito e criado por Mort Walker, e agora é desenhado por seu filho, Chance.

## Biografia
Nascido Richard Arthur Allan Browne em 11 de agosto de 1917 na cidade de Nova York, criou-se no bairro do Bronx. Aos 16 anos já era revisor no American Journal, onde conheceu o mundo dos artistas. Tentou a carreira de repórter, mas não deu certo. Foi quando descobriu seu talento para o desenho. Veio a guerra e Dik serviu na divisão de cartógrafos, na Alemanha. Depois do conflito, foi trabalhar na Newsweek ilustrando reportagens.
Em 1942 se casou com Joan Kelly e juntos tiveram três filhos (Bob, Chris e Sally). Nessa época criou seu primeiro quadrinho "Ginny Jeep", baseado no Corpo de Exército de Mulheres (WAC) e distribuído entre os soldados. Depois da guerra foi trabalhar com publicidade, em empresas como "Johnson & Cushing", criando logotipos bem conhecidos, como "Banana Chiquita", "The Birdseye" e uma versão atualizada de "Campbell Soup Kids". Na década de 1950 criou outro quadrinho chamado "The Tracy Twins" que chamou a atenção de Sylvan Beck, editor do "Syndicate King Features".
Em 1954, surgiu a série Hi & Lois, que lhe rendeu o Reuben Award da National Cartoonists Society como o melhor quadrinhista de 1962. Hagar só nasceria em 5 de fevereiro de 1973, série que lhe rendeu outro Reuben Award nesse mesmo ano, tornando-se o único quadrinhista a ser homenageado por dois trabalhos diferentes. Morreu em 4 de junho de 1989, em Sarasota, mas o personagem Hagar continua vivo até hoje pela mãos do filho de Dik, Chris.

## Prêmios
Foi premiado por seu trabalho pela Sociedade Nacional de Cartunistas dos Estados Unidos, onde eles ganharam o Prêmio de Tira de Jornal de Humor em 1959, 1960, 1972 e 1977 por Hi and Lois, e depois em 1984 e 1986 por Hagar, o Horrível. Também ganhou o Prêmio Rouben por Hi and Lois em 1962, por Hagar, o Horrível em 1973 e o Prêmio Elzie Segar em 1973.